# UFC on Fuel TV: Sanchez vs. Ellenberger
UFC on Fuel TV: Sanchez vs. Ellenberger (también conocido como UFC on Fuel TV 1) fue un evento de artes marciales mixtas celebrado por Ultimate Fighting Championship el 15 de febrero de 2012 en el Omaha Civic Auditorium, en Omaha, Nebraska. A la vez, el evento fue el programa más visto en la historia desde que salió al aire en la televisión de Fuel TV con 217.000 televidentes en sintonía.

## Historia
El estelar contó con un combate de peso wélter entre Diego Sánchez y Jake Ellenberger. Ellenberger llegó al combate con una racha de cinco peleas ganadas, cuatro de las cuales terminó por nocaut, incluyendo una contra Jake Shields. La pelea contra Ellenberger se convertiría en la decimoctava pelea de Sánchez con el UFC que se remonta a abril de 2005, cuando ganó The Ultimate Fighter 1.
Rani Yahya esperaba enfrentarse a Jonathan Brookins en el evento. Sin embargo, Yahya fue obligado a salir de la pelea por una lesión y fue reemplazado por Vagner Rocha.
Los recién llegados a la promoción Yoislandy Izquierdo y Bernardo Magalhães se esperaba que se enfrentan entre sí en el evento. Sin embargo, Izquierdo no se le permitió competir debido a una disputa contractual con otra organización y fue reemplazado por Tim Means.
Una pelea entre Buddy Roberts y Sean Loeffler fue programada para la cartelera preliminar. Sin embargo, la pelea fue desechada en el día del evento como Loeffler se lesionó el tobillo durante en el calentamiento. Con la pérdida de la pelea Roberts / Loeffler, el evento se llevó a cabo con sólo nueve peleas, por lo que es la cartelera más pequeña de la promoción desde el UFC 91 en 2008.

## Premio extra
Cada peleador recibió un bono de $50,000.
- Pelea de la Noche: Diego Sánchez vs. Jake Ellenberger
- KO de la Noche: Stipe Miočić
- Sumisión de la Noche: Iván Menjivar